# Saul Rodrigues Dias
Saúl Rodrigues Dias, plus communément appelé Saúl ou même Saúl Dias, est un footballeur portugais né le 20 décembre 1977 à Porto. Il joue au poste de défenseur central.

## Biographie
Formé à l'Académico de Viseu Futebol Clube, Saúl multiplie les clubs amateurs portugais lors de ses premières années. Il réalise deux saisons à l'Atlético de Cucujães (pt), club de troisième division. Il joue ensuite une saison au Sporting Clube da Covilhã, puis un autre au CD Feirense, toujours en troisième division. 
Il est ensuite recruté par le Boavista FC, équipe évoluant en première division. Toutefois, lors de son passage à Boavista, il ne joue que quatre matchs : deux en Superliga, un en Coupe de l'UEFA, et enfin un dernier en Coupe du Portugal. Il figure sur le banc des remplaçants lors d'un match de Ligue des champions face au club écossais d'Hibernian.
En 2004, le président de l'US Créteil-Lusitanos, Armand Lopes se met en relation avec ses contacts au Portugal et notamment le président de Boavista, partenaire des cristoliens. Après deux prêts au Desportivo Aves ainsi qu'au SC Beira-Mar, Saúl est ainsi libéré de ses deux dernières années de contrat par Boavista. Il signe alors un contrat de deux ans avec Créteil, après un essai non concluant au Stade lavallois. 
Arrivé à court de forme en France, il subit un « entraînement physique spécifique ». Il fait ses débuts sous le maillot des Béliers le 13 août 2004, face au Mans, remplaçant en fin de match Stéphane Sessègnon.  Titulaire important de la première moitié de saison 2004-2005, il est relégué sur le banc des remplaçants après le mois de janvier 2005 et n'apparaît plus au sein de l'équipe professionnel après seize matchs. Il quitte le club francilien en cours de saison suivante, pour retourner dans son pays natal.